# No Russian
「No Russian」（ノー ロシアン、日本語版表記:幕間）は『コール オブ デューティ モダン・ウォーフェア2(MW2)』（2009年）に登場する論争の的になったビデオゲームのステージ。 このステージでは、ロシアのテロリスト集団の信頼を得るため、モスクワの空港での虐殺に参加したCIAの潜入工作員のジョセフ・アレンを操作する。ステージの最後でアレンはロシア当局にアレンの遺体を発見させ、虐殺が米国によって起こされたと信じさせようと画策したテロリストのリーダー、ウラジミール・マカロフによって殺害された。内容が極めて不快であるため、ペナルティなしでステージをスキップできる。日本語版ではプレイヤーは民間人を殺害することはできず、銃を撃たずに途中の箇所まで進めてもペナルティがかからない。

## ゲームとストーリー
「No Russian」は『MW2』のシングルプレイヤーキャンペーンの第4ステージである。このステージは4人のテロリストと共に「ザカエフ空港」のエレベーターを出るところから始まる。テロリストたちはセキュリティゲートで大勢の民間人に向け銃を乱射し 、プレイヤーはその後も虐殺を続けるテロリストたちに同行する 。このステージは非常に凄惨で、あちこちから悲鳴が上がり、傷ついた人々が血痕を残して這いずるなど地獄の光景を呈する。日本版ではプレイヤーが民間人を殺害することはできないが、テロリストたちの虐殺に同行することになる 。プレイヤーが空港を出ると、一部はライオットシールドを装備したロシア連邦保安庁(FSB)の制圧部隊との戦闘に入り、これを排除するとステージクリアとなる 。このステージを開始する際にはステージの内容に関して警告が表示され、不快に感じた場合はポーズ画面からステージをスキップすることができる。スキップを選択した場合でもその後のゲーム進行にペナルティはない。
ロシアのテロ集団への潜入を命じられたCIAの工作員ジョセフ・アレンは「No Russian」の計画に加わる。彼らの信頼を得るためにはモスクワのザカエフ国際空港での虐殺に参加しなければならなかった 。リーダーのウラジミール・マカロフは、虐殺を米国の陰謀に偽装するため、現場でロシア語を話さないよう仲間に指示している 。アレンの正体を事前に察知していたマカロフは空港から逃走する際にアレンを殺害し、その遺体を放置した。マカロフの目的は実行犯の1人がアメリカ人であることをロシア当局に発見させ、米国に対し宣戦布告させることだった。
なお、MW3では同様にスキップが可能なステージとして「Davis Family Vacation(デイビス一家の休日)」が存在。これはロンドンでSASがトラックを追跡した後、トラックが爆発しなかったことで本来の攻撃対象に対する生体兵器が搭載されたトラックがどこに向かったかが焦点となる内容であり、敵の本来のトラックが家族旅行でロンドンを訪れていたデイビス一家3人の付近で止まり、爆発して子供ごと巻き込み殺害したことをほのめかす描写が存在するが、子供の死体については描写されない。不快なコンテンツを削除するように設定した場合、最初のトラックが突然爆発してSAS隊員が死亡し、ステージそのものがスキップされる。

## 開発
ゲームデザイナーのムハンマド・アラヴィによると、『MW2』の主任ゲームデザイナーのスティーブ・フクダが 「No Russian」を考案した。しかし、アラヴィはステージの開発にはるかに関与していた。アラヴィは、議論を巻き起こすか、政治的な声明として見せるために「No Russian」を意図してはいないと述べたが、代わりにそれをゲームの物語を進展させる方法として開発した。 彼はステージが3つのタスク、すなわちロシアが米国に侵入する理由を説明し、プレイヤーにマカロフとの感情的なつながりを持たせ、「思い出深く魅力的なやり方」でそれを行うようにした。アラヴィは現実のテロ攻撃の被害者にインタビューしなかったが、代わりにニュース記事や映画からインスピレーションを得た。
ステージの開発の多くは、大虐殺の部分を設計するのに費やされた。「No Russian」の最初の案では、エレベーターの外で市民の集団を殺した後、大虐殺が終わり、銃撃戦に移行するものだったが、アラヴィは感情的なシーンを急に銃撃戦に変えたことが「ギミック的」であると感じ、虐殺をもっと長く続けるようにステージを変えた。彼はまた、プレイヤーにとってもあまりにもトラウマになるようなものは望まず、子供や互いを抱きしめている家族の場面を取り除いた。ゲームの開発企業のInfinity Wardと販売企業のアクティビジョンの両社は「No Russian」を含むことを支持していた。ゲームテスターは、ステージに対してさまざまな反応をした。当時アメリカ軍に入隊していたあるテスターは、ステージのプレイを拒否したが、ゲームの他のステージは喜んでプレーしたことからスキップ機能の実装につながった。アラヴィは、倫理的に間違っていると感じることをしなかったためにプレイヤーにペナルティを与えたくなかったからだという 。

## 評価

### 初期の評価
『MW2』の発売前に「No Russian」ステージの映像がインターネット上で流出した。 アクティビジョンは、映像が本物であることをすぐに明らかにし、ゲーム内のステージの状況について説明した。この初期の映像について、ビデオゲームジャーナリストの意見は分かれた。「デイリー・テレグラフ」のトム・ホギンズは、プレイしていないステージを正しく判断できないと感じる一方、Infinity Wardが「これらの市民を人間のボウリングピンとして扱う」ためにプレイヤーに手榴弾を使用させることによって間違った方向にステージを制作したのでないかと疑問視した。「ガーディアン」でケイス・スチュアートは、スキップ機能を批判し、開発者がプレイヤーに意図したステージの「責任回避」と述べた。しかし、「Destructoid」のジム・スターリングは、ビデオゲームが多くの開発者がしばしば敬遠していると感じた物議を醸す話題について議論することができるという声明であると考えて、ステージを完全に支持していた。彼は、もし「No Russian」がプレイヤーに犠牲を払う価値があるのかどうか疑問視させることができれば、ビデオゲームは最終的に芸術形態と見なすことができるとし結論づけた。
『MW2』がリリースされたとき、批判的な評価を受けた 。ゲームの賞賛にもかかわらず、ジャーナリストは 「No Russian」ステージの内容を強く批判した。 BBCニュースのマーク・シースラックは、ビデオゲーム業界が「成長した」という彼の理論が誤っていたと感じ、悲しんだ 。「PCワールド」でマット・ペッカムは、なぜテロリスト達がプレイヤーが撃たなかったのか気にしない理由を疑問視し、最後の瞬間まで何が起きようとしているのかをプレイヤーに知らせないのは「それを取り巻くべき劇的な刺激を全て排除することにより一種のもっともらしい感情的な否定を形成した」と述べた 。有名な英国の宗教指導者達は「No Russian」を非難した。ロンドンユダヤ教フォーラムのアレクサンダー・ゴールドバーグは、子供たちがステージをプレイすることを心配していた。英国イスラム教徒フォーラムのファザーン・ムハンマドは、このステージをテロリズムを制定する親密な経験と説明した。引退したヒューム司教のスティーブン・ロウは、ステージが「病んでいる」と感じた。
「No Russian」の残虐な内容のため、『MW2』の国際版は検閲の対象となった。ロシア語版からは「No Russian」は完全に削除された。この措置は、ロシアはゲームの正式な評価システムを持っていないことからアクティビジョン独自で決定した 。日本語版とドイツ語版では、ステージが編集されており、プレイヤーが民間人を殺した場合ミッション失敗となる 。日本語版は、ステージ冒頭のマカロフの台詞「No Russian(ロシア語を使うな)」を(上記編集に反する形で)「殺せ、ロシア人だ」に誤訳したことで一部のプレイヤーから批判を受けた 。オーストラリアでは、ゲームはMA15 +と評価したが、政治家マイケル・アトキンソンは、「No Russian」がプレイヤーが「バーチャルテロリスト」になることができると感じ、格付けに異議を唱えオーストラリア等級審査委員会にゲームを発売禁止にさせた。しかし、委員会はアトキンソンからの連絡を受けていなかった。

### コメント
2012年、GameSpotのローラ・パーカーは、「No Russian」がどのようにしてゲーム業界の分岐点になったのかについて議論した。 彼女は、このステージでは、ビデオゲームでの人間の苦しみを話し合うことが許容できるかどうか、そしてエンターテインメント製品としての彼らの地位がそうしていないかどうかという問題を提起しました。 彼女はまた、より多くの開発者がリスクを抱えて議論の余地のある素材を含むことを望む場合、ビデオゲームは最終的に文化的な認知を受けるとコメントした。 これを試みた別のゲームは、『Spec Ops：The Line』（2012）だった。 ある場面では、プレイヤーは暴徒によってリンチされた分隊員に出くわし、プレイヤーは民間人を殺すか、警告灯で彼らを怖がらせるかの選択肢を選ぶことになる。『Spec Ops：The Line』のリード・ライターのウォルト・ウィリアムスは、開発チームがシーンを本質的なものにしたいと訴え、「No Russian」の「ぎこちなさ」を避けようとしていると明言した。
マシュー・ペインは自身の著書『Playing War：Military Video Games』で、9・11以降、「No Russian」を含むコール オブ デューティシリーズの物議を醸した3つのステージを分析した。 彼は、アレンの死が、より大きな利益のために自分自身を犠牲にしている兵士の軍事的娯楽テーマを強調したと述べた。 ペインはまた「No Russian」は、現代の表現と比較して戦争の現実的な描写として見ることができるが、ストーリーの文脈でしか見ることができないため、プレイヤーに「ポストモダンの戦争の教訓」を再検査させる可能性はないと述べた 。2015年11月のパリ同時多発テロ事件の後、「Zam.com」のロバート・ラートは 「No Russian」を再びプレイし、そのステージがどのように現実のテロ攻撃を反映しているかを調べた。ラートは、プロットがばかげていると感じた一方、ステージで特集された攻撃は現実的であり、テロ攻撃がしばしばソフトターゲットで起こることをプレイヤーに教えることができると感じた。
2011年のドモジェドヴォ空港爆破事件を受けて、ロシアのテレビ局のRTは、攻撃のセキュリティカメラ映像と共に「No Russian」のゲームプレイ映像を放送した。このステージは爆発を思い起こさせ、テロリストが訓練ツールとしてゲームを使用する可能性があると述べた。2013年には、オレゴン州アルバニーの学生が、爆発物や銃器で自身の高校を攻撃する計画を立てて警察に拘留された。 警察が発見したノートブックには、学生がどのようにナパームの手榴弾を使用する予定で、バックグラウンドで「No Russian」のテーマソングを演奏するかを詳述されていた。